# Nieuport Nighthawk
El Nieuport Nighthawk fue un avión de caza británico desarrollado por la compañía Nieuport & General Aircraft para la Real Fuerza Aérea hacia el final de la Primera Guerra Mundial. Aunque se ordenó su producción antes de que el avión volara por primera vez, no entró en servicio a gran escala en la RAF debido a la poca fiabilidad de sus motores. Los aviones remotorizados prestaron servicio en Grecia entre 1923 y 1938.

## Diseño y desarrollo
La Nieuport & General Aircraft Co. Ltd. se fundó el 16 de noviembre de 1916 para producir aviones franceses Nieuport bajo licencia. En 1917, al contratar a Henry Folland como diseñador jefe, la compañía comenzó a diseñar sus propios aviones, y el primer modelo, el caza Nieuport B.N.1 (la designación significa British Nieuport (Nieuport británico)), voló a principios de 1918.
Para producir un caza que sustituyera al Sopwith Snipe en servicio en la RAF, el Ministerio del Aire produjo la Especificación de la RAF Tipo 1 para un caza monoplaza que sería propulsado por el motor ABC Dragonfly. Se trataba de un motor radial en desarrollo que debía entregar 254 kW (340 hp) con un peso de tan sólo 272 kg y, en vista del rendimiento prometido, se ordenó su producción en grandes cantidades. El diseño también fue proyectado como un caza embarcado, aunque este fue considerado un papel secundario.
Para satisfacer este requisito, Folland diseñó el Nighthawk, un biplano de madera de dos vanos. Se realizó un pedido inicial de 150 Nighthawk en agosto de 1918, mucho antes de que estuvieran disponibles los motores prototipo o los listos para volar; el primer prototipo, con matrícula F-2909, voló en abril o mayo de 1919. En ese momento, estaba claro que el Dragonfly tenía serios problemas, siendo propenso a un sobrecalentamiento extremo (que era tan grave que carbonizaba los ejes de la hélice), un alto consumo de combustible y una vibración severa (inadvertidamente fue diseñado para funcionar a su frecuencia de resonancia). Cuando se logró convencer al motor para que funcionara, el Nighthawk mostró un rendimiento excelente, pero, en septiembre de 1919, finalmente se reconoció que el Dragonfly era insalvable y el programa del motor se canceló, aunque para ese momento se habían entregado 1147 motores.
Nieuport y la Gloucestershire Aircraft Company completaron setenta Nighthawk y otros 54 fuselajes sin motores. Se entregaron pequeñas cantidades de Nighthawk con motores Dragonfly al Royal Aeronautical Establishment (R.A.E.) en Farnborough, pero en esa forma no entraron en servicio operativo.

## Historia operacional
Nieuport construyó un avión deportivo, el L.C.1 (Land Commercial) Nighthawk, y el primer avión registrado civil, el K-151, apareció el 21 de junio de 1919 en el primer Derby Aéreo de posguerra en Hendon. Un prototipo adicional del Nighthawk (H8553) fue equipado con una hidroala y fue probado en una configuración embarcada en la Isla de Grain en 1920. En un vano intento de solucionar los problemas con el motor Dragonfly, el RAE también conservó cuatro Nighthawk, con experimentos realizados en 1920-21. El K-151 fue reconvertido posteriormente en un avión biplaza con una nueva cabina situada delante de la posición del piloto y fue enviado a la India y a Malasia en 1920 para realizar una serie de vuelos de promoción de ventas. Después de completar el primer vuelo de "periódico" de Bombay a Poona en febrero de 1920, entregando periódicos, el demostrador de ventas se vendió a la India en septiembre de 1920.
Un nuevo Nighthawk civil, matriculado como G-EAJY, nuevamente modificado a biplaza, redujo su envergadura en dos pies y voló en el Derby Aéreo de 1920, donde quedó en cuarto lugar, a una velocidad promedio de 213,51 km/h. Después de aparecer en el evento de 1921, el avión fue vendido de forma privada. En 1920 apareció un Nighthawk muy modificado, denominado Goshawk, que incorporaba un fuselaje más aerodinámico, puntas redondeadas en las alas superiores y una instalación de motor con una cubierta ajustada. En las pruebas, el Goshawk alcanzó 268 km/h, un récord británico en ese momento. El 12 de julio de 1921, el Goshawk resultó destruido cuando Harry Hawker se estrelló fatalmente mientras practicaba para el Derby Aéreo de 1921.

### Variantes de Gloster

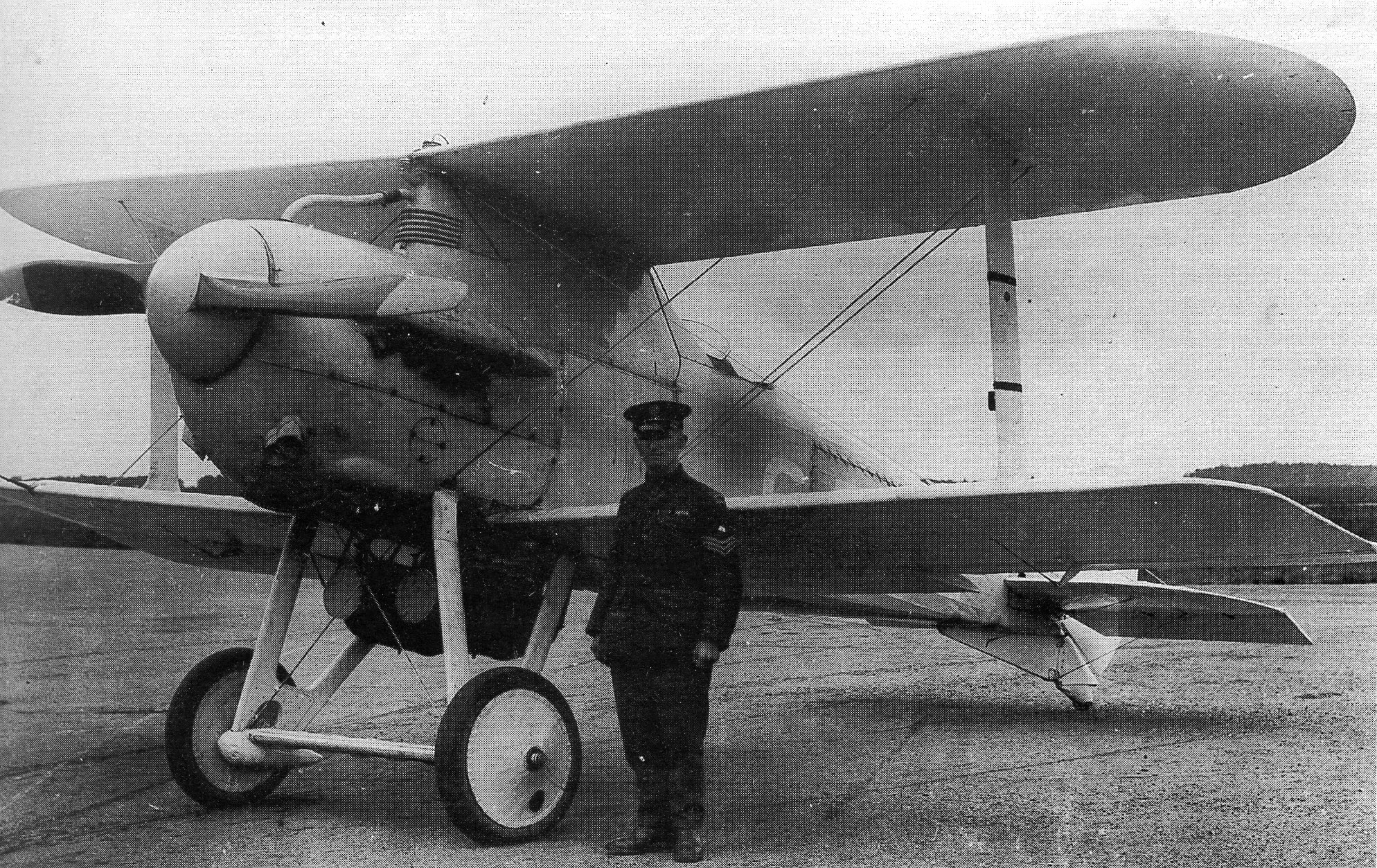
El Gloster Mars I.

Nieuport & General cerró en agosto de 1920, y los derechos del Nighthawk fueron adquiridos por la Gloster Aircraft Company, que también contrató a Folland como diseñador jefe. Gloster procedió a producir una serie de derivados del Nighthawk, utilizando existencias de componentes del mismo adquiridos por la compañía de la producción cancelada, bautizándolos como Gloster Mars.
El primero de estos derivados fue el avión de carreras Mars I (o Bamel). Propulsado por un motor Napier Lion II de 336 kW (450 hp), utilizaba tren de aterrizaje, fuselaje trasero y cola del Nighthawk con nuevas alas de un solo vano, volando por primera vez el 20 de junio de 1921. Se modificó progresivamente para reducir la resistencia y aumentar la velocidad, y en una etapa se redujo el área del ala de los 19,0 m2 originales a los 15,3 m2, estableciendo de esta forma un récord británico de velocidad de 313,3 km/h. En 1922, el avión intentó batir el récord mundial de velocidad aérea. Aunque la velocidad registrada de 342 km/h era más rápida que el récord existente, no lo superó por el margen requerido, por lo que el récord no fue reconocido. En 1923, este avión fue modificado con nuevas alas y un motor Lion más potente como el Gloster I. El Gloster I fue vendido a la RAF en diciembre de 1923, siendo equipado con flotadores y utilizado como entrenador por el Destacamento de Alta Velocidad de la RAF (High Speed Flight), siendo desguazado en 1927.
El Mars I, después de su conversión al Gloster I, fue equipado con flotadores y utilizado como hidroavión de entrenamiento para los equipos británicos del Trofeo Schneider de 1925 y 1927, permaneciendo en uso hasta 1930.
El Gloster Sparrowhawk (o Mars II, III y IV) fue un caza naval para Japón, propulsado por el motor rotativo Bentley B.R.2. Los Sparrowhawk japoneses fueron volados desde la Base Naval de Yokosuka, así como desde plataformas construidas sobre torretas de cañones de buques de guerra. El Nightjar (conocido como Mars X) fue un caza de portaaviones similar para la RAF.
Una conversión posterior de fábrica de un Mars III (matriculado civilmente como G-EAYN) dio lugar al Gloster Grouse I, propulsado por un motor de Siddeley Lynx de 185 hp, que se convirtió en el prototipo para una pequeña producción de Grouse II para Suecia. La serie Grouse fue la progenitora del posterior Gloster Grebe.
El Gloster Nighthawk, o Mars VI, reemplazó el Dragonfly por un radial Armstrong-Siddeley Jaguar o un Bristol Jupiter. En 1922, la RAF adquirió 29 aviones convertidos desde Nieuport Nighthawk, propulsados por motores Jaguar y Jupiter, mientras que Grecia compró 25 cazas con motor Jaguar.
Tres de los Gloster Nighthawk de la RAF fueron enviados a Irak en 1923 para una evaluación más exhaustiva, siendo probados por los escuadrones N.° 1, 8 y 55. Los 25 aviones griegos fueron entregados en 1923 y permanecieron en servicio hasta 1938.
La variante final de Nighthawk fue el caza naval Mars X o Nightjar, propulsado por un motor de Bentley B.R.2 de 230 hp. Toda la serie de 22 Nightjar fue convertida a partir de existencias disponibles de Nighthawk originales. Los Nightjar se utilizaron operativamente durante la crisis de Chanak en 1922 y fueron operados desde el HMS Argus entre 1922 y 1924.

## Variantes
Nieuport Nighthawk
Versión de producción original. Propulsado por un motor ABC Dragonfly.
Nieuport L.C.1
Versión civil, disponible tanto en configuración monoplaza como biplaza.
Nieuport Goshawk.
Versión civil, uno completado como avión de carreras.
Gloster Bamel (Mars I)
Derivado de carreras del Nighthawk. Propulsado por un motor Napier Lion de 450 hp. Uno construido.
Gloster I
Reconstrucción del Mars I con un motor más potente y un ala más pequeña.
Gloster Sparrowhawk (Mars II, III y IV)
Caza naval para Japón.
Gloster Grouse (I y II)
Conversión de Nighthawk con ala inferior más pequeña, equipada con un Siddeley Lynx de 185 hp.
Gloster Nighthawk (Mars VI)
Reconstrucción de Nighthawk con motor Armstrong Siddeley Jaguar II o Bristol Jupiter III.
Nieuport Nightjar (Mars X)
Caza naval de la RAF, equipado con un Bentley B.R.2 de 230 hp.

## Operadores
Grecia
- Fuerza Aérea Helénica

 Japón
- Servicio Aéreo de la Armada Imperial Japonesa

 Reino Unido
- Real Fuerza Aérea
- Marina Real

 Suecia
- Fuerza Aérea Sueca

## Especificaciones (Nighthawk, motor Dragonfly)
Referencia datos: The British Fighter since 1912 

### Características generales
- Tripulación: Uno (piloto)
- Longitud: 5,6 m (18,5 ft)
- Envergadura: 8,5 m (28 ft)
- Altura: 2,9 m (9,5 ft)
- Superficie alar: 25,6 m² (275,6 ft²)
- Peso vacío: 680 kg (1498,7 lb)
- Peso cargado: 1006 kg (2217,2 lb)
- Planta motriz: 1× motor radial de 9 cilindros refrigerado por aire ABC Dragonfly I.
  - Potencia: 240 kW (331 HP; 326 CV)
- Hélices: Bipala de madera de paso fijo
- Capacidad de combustible: 180 L[22]

### Rendimiento
- Velocidad máxima operativa (Vno): 243 km/h (151 MPH; 131 kt) a nivel del mar
- Alcance: 3 h
- Techo de vuelo: 7500 m (24 606 ft)
- Tiempo a altitud: 7 min 10 s para 3000 m (10 000 pies)

### Armamento
- Ametralladoras: 

  - 2x Vickers de 7,7 mm fija frontal

## Aeronaves relacionadas

### Desarrollos relacionados
- Gloster II
- Gloster Sparrowhawk
- Nieuport Nightjar

### Aeronaves similares
- Armstrong Whitworth Ara
- Armstrong Whitworth Siskin
- BAT Basilisk
- Sopwith Dragon
- Sopwith Snapper
- Sopwith Snark

### Secuencias de designación
- Secuencia G._ (interna de Gloster): G.1 - G.11 - G.12 - G.14 →